# Manuel Claret i Nonell
Manuel Claret i Nonell (Barcelona, 22 de setembre de 1939 - 14 de juny de 2018), fou un sacerdot català.
Va desenvolupar els seus estudis en Teologia i Filosofia al Seminari Conciliar de Barcelona, on va entrar-hi el mes de setembre de 1955. Va ser ordenat sacerdot pel bisbe Gregorio Modrego a la parròquia de Sant Joan d’Horta el 22 de setembre de 1962. Va ser consiliari de la Joventut Independent Catòlica Femenina (JICF), director de Càritas Diocesana de Barcelona entre 1973 i 1981, i entre 1983 i 2004 fou també professor de l'assignatura de "Doctrina catòlica i al seva pedagogia" a l'Escola de Magisteri de la Universitat de Barcelona. També fou director de l'Organisme Benèfic Assistencial (OBA) en dues etapes: entre 1976 i 1987, i entre 2004 i 2017. El 1991 es va doctorar en Teologia Moral a la Facultat de Teologia de Catalunya. Aquell mateix, i després del seu pas per diverses parròquies, fou nomenat rector de la parròquia de la Verge de Pau, al barri de la Bonanova de Barcelona, on hi exercí durant 27 anys, fins a la seva mort.

## Obres
- La fe de los jóvenes y la fe de la Iglesia (Barcelona : Facultad de Teología, Sección Sant Paciano, 1972)
- L'amor, la sexualitat i la fecunditat matrimonials en el magisteri de l'Església (Barcelona : Facultat de Teologia de Catalunya, 1991)
- L’amor, la sexualitat i la fecunditat. El magisteri de l'Església fins a la «Familiaris consortio» (Barcelona: Herder, 1995)
- El matrimoni, comunitat de Vida i d’Amor (Barcelona : Facultat de Teologia de Catalunya, 2009)
- El Matrimonio, comunidad de vida y amor (Barcelona : Centre de Pastoral Litúrgica, 2010)
- El Sagrament del matrimoni (Barcelona : Arquebisbat de Barcelona. Delegació Diocesana de Pastoral Familiar, 2010)